# 네이버 쇼핑라이브
네이버 쇼핑라이브는 휴대폰으로 라이브 방송을 촬영하여, 실시간으로 고객과 상품에 대해 소통 및 판매가 가능한 라이브커머스 플랫폼이다. 줄여서 '네쇼라'라고도 일컫는다.

## 역사
2020년 7월 30일 서비스가 오픈했다. 서비스 오픈 후 11개월만에 누적 3억5000만 뷰, 누적 거래액 2500억원을 넘어섰다. 2022년 기준 일평균 방송수 약 670회, 일평균 거래액 약 13억원으로 추정되고 있다.

## 데이터

### 판매 데이터
국내 라이브커머스 데이터 플랫폼 라방바 데이터랩(보기)을 통해 네이버 쇼핑라이브에서 일어나고 있는 라이브 방송의 랭킹과 판매 데이터를 무료로 확인할 수 있다. 회원가입 후 방송명, 상품명, 브랜드명 등을 검색하면 방송일자, 판매 상품 등 방송 정보와 함께 상품별 판매가, 판매량, 매출액 등 판매 데이터가 조회된다. 또한 주간 이메일 뉴스레터 등 정기발행물을 통해 네이버 쇼핑라이브에서 진행했던 주요 기획전의 실적을 공개해오고 있다. 실적 자료에는 기획전 전체 거래액, 방송수, 조회수뿐만 아니라 인기 방송 및 카테고리까지 정리되어있어 네이버 쇼핑라이브의 동향을 파악하는데 좋은 자료로 쓰인다.